# Vinicius Balieiro
Vinicius Balieiro Lourenço de Carvalho, noto semplicemente come Vinicius Balieiro (Campinas, 28 maggio 1999), è un calciatore brasiliano, centrocampista della Chapecoense in prestito dal Santos.

## Caratteristiche tecniche
È un centrocampista difensivo.

## Carriera
Cresciuto nel settore giovanile del Paulista, dove era inizialmente noto con lo pseudonimo Paulinho, debutta in prima squadra nel 2017 quando gioca 3 incontri del Campeonato Paulista Série A3. Nello stesso anno viene acquistato dal Santos che lo aggrega alla propria formazione Under-20 per tre stagioni.
Il 14 novembre 2020 fa il suo esordio fra i professionisti giocando l'incontro di Série A vinto 2-0 contro l'Internacional.

## Statistiche
Statistiche aggiornate al 10 ottobre 2023.

### Presenze e reti nei club
| Stagione        | Squadra         | Campionato      | Campionato | Campionato | Coppe nazionali | Coppe nazionali | Coppe nazionali | Coppe continentali | Coppe continentali | Coppe continentali | Altre coppe | Altre coppe | Altre coppe | Totale | Totale | Totale |
| Stagione        | Squadra         | Comp            | Pres       | Reti       | Comp            | Pres            | Reti            | Comp               | Pres               | Reti               | Comp        | Pres        | Reti        | Pres   | Reti   |        |
| --------------- | --------------- | --------------- | ---------- | ---------- | --------------- | --------------- | --------------- | ------------------ | ------------------ | ------------------ | ----------- | ----------- | ----------- | ------ | ------ | ------ |
| 2017            | Paulista        | A3/SP           | 3          | 0          |                 | -               | -               |                    | -                  | -                  |             | -           | -           | 3      | 0      |        |
| 2021            | Santos B        |                 | -          | -          |                 | -               | -               |                    | -                  | -                  | CP          | 1           | 0           | 1      | 0      |        |
| 2020            | Santos          | A1/SP+A         | 0+12       | 0          | CB              | 0               | 0               | CL                 | 3                  | 0                  |             | -           | -           | 15     | 0      |        |
| 2021            | Santos          | A1/SP+A         | 10+13      | 1+0        | CB              | 4               | 0               | CL+CS              | 8+0                | 2+0                |             | -           | -           | 7      | 0      |        |
| 2022            | Santos          | A1/SP+A         | 7+5        | 0          | CB              | 2               | 0               | CS                 | 1                  | 0                  |             | -           | -           | 7      | 0      |        |
| 2023            | Santos          | A1/SP+A         | 2+3        | 0          | CB              | 1               | 0               | CS                 | 0                  | 0                  |             | -           | -           | 7      | 0      |        |
| Totale Santos   | Totale Santos   | Totale Santos   | 52         | 1          |                 | 7               | 0               |                    | 12                 | 2                  |             | -           | -           | 71     | 3      |        |
| 2023            | Ituano          | B               | 5          | 0          | CB              | 0               | 0               |                    | -                  | -                  |             | -           | -           | 5      | 0      |        |
| Totale carriera | Totale carriera | Totale carriera | 60         | 1          |                 | 7               | 0               |                    | 12                 | 2                  |             | 1           | 0           | 80     | 3      |        |